# Карл Рабл
Карл Рабл (Велс, 2. мај 1853 — Лајпциг, 24. децембар 1917) је био аустријски лекар и анатом.
Карл Рабл је дао значајан допринос изучавању морфологије, упоредне ембриологије, и развојне историје, али је његов допринос најзначајнија у изучавању теорије о развоју хромозома. Рабл је први приказао теорију о континуитету хромозома током ћелијске поделе.

## Живот и дело
Карл Рабл је рођен 2. маја 1853. у граду Велсу у Аустрији. Отац му је био аустријски лекар и анатом који га је предодредио да студира медицину. Већ док је похађао гимназије у Капруну, Рабл је показао интересовање за изучавање историју природе и зато је одлучио да студира у Јени код зоолога, лекара, и еволуционисте Ернста Хекела, познатог заговорника теорије о еволуцији Чарлса Дарвина.
Међутим, уместо одласка у Јену, он је прве две године студирао медицину у Бечу од 1871. до 1873. када се сели на на Универзитет у Лајпциг да учи и ради код зоолога Карла Георга Фридриха Рудолфа Леуцкарта (1823 — 1898). Од 1874. до 1875. Рабл је студирао у Јени код Хакела, који је на њега имао јак утицај, а временом је постао његов пријатељ и кореспондент.
Године 1875. Рабел пада под утицај другог великог учитеља, физиолога Ернста Бруцкеа (1819 — 1892). И док је Хекел био ентузијаста са јаком тенденцијом теоретисања, Бруцке је инсистирао на изузетно пажљивом посматрању, хистолошким студијама и чврсто је стављао у први план чињенице а на теорију.
Још као студенат код Хекела, Рабл је почео истраживања о начину формирање слојева клице младих ембриона. На основу бројних истраживања Рабл је дошао до закључка да је процес деобе ћелије прецизно утврђен, и да у ембриолошком развоју постоје механизми који унапред одређују коначни положај сваке ћелије у организму. Захваљујући овим истраживањима, која је он касније наставио, Рабл је дао значајан допринос истраживању функција ћелије као и теорији оплодње, гастролутације (којом се од једнослојне бластуле образује прво двослојна, а затим и трослојна гаструла) и формирању клициних листова (слојева ћелија који се образују за време гаструлације). Он је први који је поставио теорију о константности хромозома.
Рабл је 1882. је дипломирао медицину на Универзитету у Бечу да би нешто касније постао први просектор на анатомском институту и помоћник Карла Лангера (1819 — 1887). Хабилитирао се из анатомије 1883, а након две године, 1885. постао је и ванредни професор.
Између 1902. и 1910. Рабл је три пута предлаган од старне Hans von Chiari-ја за доделу Нобелову награду у области медицине, али му ова награда никада није додељена. Рабл је такође био почасни Члана Универзитета у Прагу.